# Verjni Baskunchak
Verjni Baskunchak (ruso: Ве́рхний Баскунча́к) es un asentamiento de tipo urbano de Rusia perteneciente al raión de Ajtúbinsk de la óblast de Astracán.
En 2021, el territorio del asentamiento tenía una población de 7308 habitantes, de los cuales 7295 vivían en la propia localidad y el resto en tres pequeñas pedanías: Martovski, Solonchak y Shunguli.
Se conoce la existencia de la localidad desde el siglo XVIII, cuando era una stanitsa llamada "Grachevskaya", habitada por cosacos de Astracán. En el siglo XIX evolucionó hacia el actual asentamiento al formarse aquí un poblado ferroviario. Adoptó el estatus de asentamiento de tipo urbano en 1936.
Se ubica unos 5 km al oeste del lago Baskunchak, sobre la carretera que lleva a la capital distrital Ajtúbinsk.

## Clima
| Parámetros climáticos promedio de Verjni Baskunchak (extremos 1936-presente) | Parámetros climáticos promedio de Verjni Baskunchak (extremos 1936-presente) | Parámetros climáticos promedio de Verjni Baskunchak (extremos 1936-presente) | Parámetros climáticos promedio de Verjni Baskunchak (extremos 1936-presente) | Parámetros climáticos promedio de Verjni Baskunchak (extremos 1936-presente) | Parámetros climáticos promedio de Verjni Baskunchak (extremos 1936-presente) | Parámetros climáticos promedio de Verjni Baskunchak (extremos 1936-presente) | Parámetros climáticos promedio de Verjni Baskunchak (extremos 1936-presente) | Parámetros climáticos promedio de Verjni Baskunchak (extremos 1936-presente) | Parámetros climáticos promedio de Verjni Baskunchak (extremos 1936-presente) | Parámetros climáticos promedio de Verjni Baskunchak (extremos 1936-presente) | Parámetros climáticos promedio de Verjni Baskunchak (extremos 1936-presente) | Parámetros climáticos promedio de Verjni Baskunchak (extremos 1936-presente) | Parámetros climáticos promedio de Verjni Baskunchak (extremos 1936-presente) |
| Mes                                                                          | Ene.                                                                         | Feb.                                                                         | Mar.                                                                         | Abr.                                                                         | May.                                                                         | Jun.                                                                         | Jul.                                                                         | Ago.                                                                         | Sep.                                                                         | Oct.                                                                         | Nov.                                                                         | Dic.                                                                         | Anual                                                                        |
| ---------------------------------------------------------------------------- | ---------------------------------------------------------------------------- | ---------------------------------------------------------------------------- | ---------------------------------------------------------------------------- | ---------------------------------------------------------------------------- | ---------------------------------------------------------------------------- | ---------------------------------------------------------------------------- | ---------------------------------------------------------------------------- | ---------------------------------------------------------------------------- | ---------------------------------------------------------------------------- | ---------------------------------------------------------------------------- | ---------------------------------------------------------------------------- | ---------------------------------------------------------------------------- | ---------------------------------------------------------------------------- |
| Temp. máx. abs. (°C)                                                         | 11.0                                                                         | 15.2                                                                         | 23.1                                                                         | 32.9                                                                         | 39.0                                                                         | 41.5                                                                         | 43.6                                                                         | 44.7                                                                         | 40.8                                                                         | 31.0                                                                         | 18.7                                                                         | 11.6                                                                         | '                                                                            |
| Temp. máx. media (°C)                                                        | -2.9                                                                         | -1.7                                                                         | 6.5                                                                          | 17.0                                                                         | 24.8                                                                         | 30.2                                                                         | 32.6                                                                         | 31.5                                                                         | 24.0                                                                         | 15.0                                                                         | 4.8                                                                          | -1.4                                                                         | 15                                                                           |
| Temp. media (°C)                                                             | -6.1                                                                         | -5.6                                                                         | 1.5                                                                          | 10.7                                                                         | 18.2                                                                         | 23.6                                                                         | 26.0                                                                         | 24.5                                                                         | 17.3                                                                         | 9.4                                                                          | 0.9                                                                          | -4.3                                                                         | 9.7                                                                          |
| Temp. mín. media (°C)                                                        | -8.9                                                                         | -8.8                                                                         | -2.4                                                                         | 5.0                                                                          | 11.8                                                                         | 16.9                                                                         | 19.2                                                                         | 17.7                                                                         | 11.3                                                                         | 4.8                                                                          | -2.2                                                                         | -7.0                                                                         | 4.8                                                                          |
| Temp. mín. abs. (°C)                                                         | -33.8                                                                        | -36.3                                                                        | -27.5                                                                        | -15.0                                                                        | -3.4                                                                         | 1.3                                                                          | 7.5                                                                          | 4.5                                                                          | -4.2                                                                         | -14.6                                                                        | -28.3                                                                        | -31.2                                                                        | '                                                                            |
| Precipitación total (mm)                                                     | 22.1                                                                         | 20.4                                                                         | 21.8                                                                         | 21.4                                                                         | 27.1                                                                         | 25.5                                                                         | 28.6                                                                         | 12.4                                                                         | 25.0                                                                         | 25.7                                                                         | 20.7                                                                         | 26.0                                                                         | 276.7                                                                        |
| Fuente: pogoda.ru.net                                                        |                                                                              |                                                                              |                                                                              |                                                                              |                                                                              |                                                                              |                                                                              |                                                                              |                                                                              |                                                                              |                                                                              |                                                                              |                                                                              |